# Valdemar VI d'Anhalt-Köthen
Valdemar VI d'Anhalt-Köthen (né vers 1450 – mort à Köthen, le 1er novembre 1508), fut un prince allemand de la maison d'Ascanie souverain de la principauté d'Anhalt-Köthen de 1471 à sa mort.

## Biographie
Valdemar VI est le fils aîné de Georges Ier d'Anhalt-Dessau, et de sa troisième épouse Sophie, membre putative de la maison d'Hohnstein.
En 1471, son père Georges Ier conclut un pacte de succession avec Adolphe Ier d'Anhalt-Köthen aux termes duquel, Georges Ier, reçoit le gouvernement de la moitié de la principauté d'Anhalt-Köthen et devient corégent d'Adolphe Ier comme  « Mitherr ». Peu après, Georges renonce à ses droits en faveur de Valdemar VI qui devient le nouveau corégent d'Adolphe Ier.
Adolphe Ier meurt deux ans plus tard en 1473, et Valdemar VI règne conjointement avec son demi-frère et héritier Albert VI. Le nouveau prince Albert VI meurt à son tour quinze mois après et il a comme successeur un enfant Philippe. Après la mort d'Albert VI, deux fils d'Adolphe Ier,  Magnus et Adolphe II, tous deux ecclésiastiques sont intégrés dans le gouvernement de la principauté. Pendant leur vie durant, Valdemar assume les titres suivants : « Seigneur de Köthen » en 1480, « Seigneur de Hoym » en 1492, et enfin « seigneur de Burgscheidungen »  en 1496.
Philippe meurt dans descendance en 1500 et les fils d'Adolphe Ier renoncent formellement à leur droit de gouverner la principauté en 1508. En conséquence, Valdemar devient seul prince d'Anhalt-Köthen, mais il ne bénéficie de ce statut que quelques mois au cours de l'année. À sa mort il est inhumé le 25 novembre 1508 dans l'église de Nienbourg et il a comme successeur son unique fils survivant Wolfgang.

## Union et postérité
A Köthen le 24 janvier 1485 Valdemar épouse Marguerite (né à  Rudolstadt, 16 juin 1464 - morte à  Köthen, 1er août 1539), fille de Günther XXXVI, Comte de Schwarzburg et seigneur d'Arnstedt. Ils ont quatre enfants :
- Barbara (née en  1486 - morte le 10 août 1532), épouse le 25 novembre 1503 Henri IV, comte de Plauen et burgrave de Meissen, puis vers 1521 Jan Maštovský z Kolowrat (ils divorcent le 10 juin 1528) ;
- Waldemar (né en 1490 - mort jeune) ;
- Wolfgang d'Anhalt-Köthen ;
- Marguerite d'Anhalt-Köthen (né à Köthen, le 12 novembre 1494 - morte à Weimar, le 7 octobre 1521), épouse le 13 novembre 1513 Jean Ier de Saxe.